# Acer negundo
L'acero americano (Acer negundo L., 1753) è un albero della famiglia delle Sapindacee, originario del Nuovo Mondo.
Introdotto in Europa nel 1688, è tipico dei giardini e dei viali dell'Italia settentrionale e centrale. Inselvatichito lungo torrenti e fiumi.

## Etimologia
L'epiteto specifico deriva dal sanscrito निर्गुण्डि nirguṇḍi, che indicava un albero, Vitex negundo, dalle foglie simili ad A. negundo.

## Descrizione

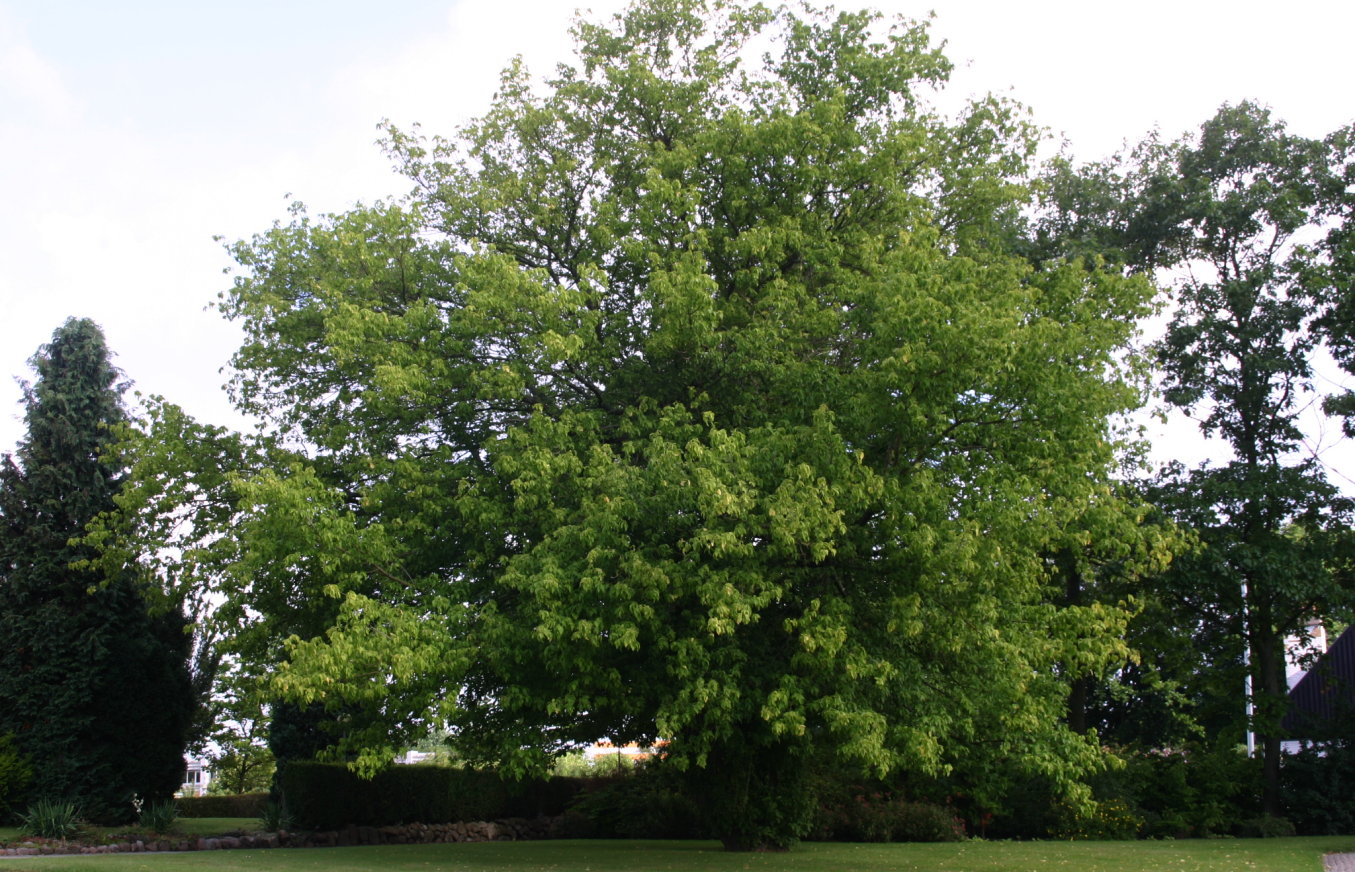
Portamento

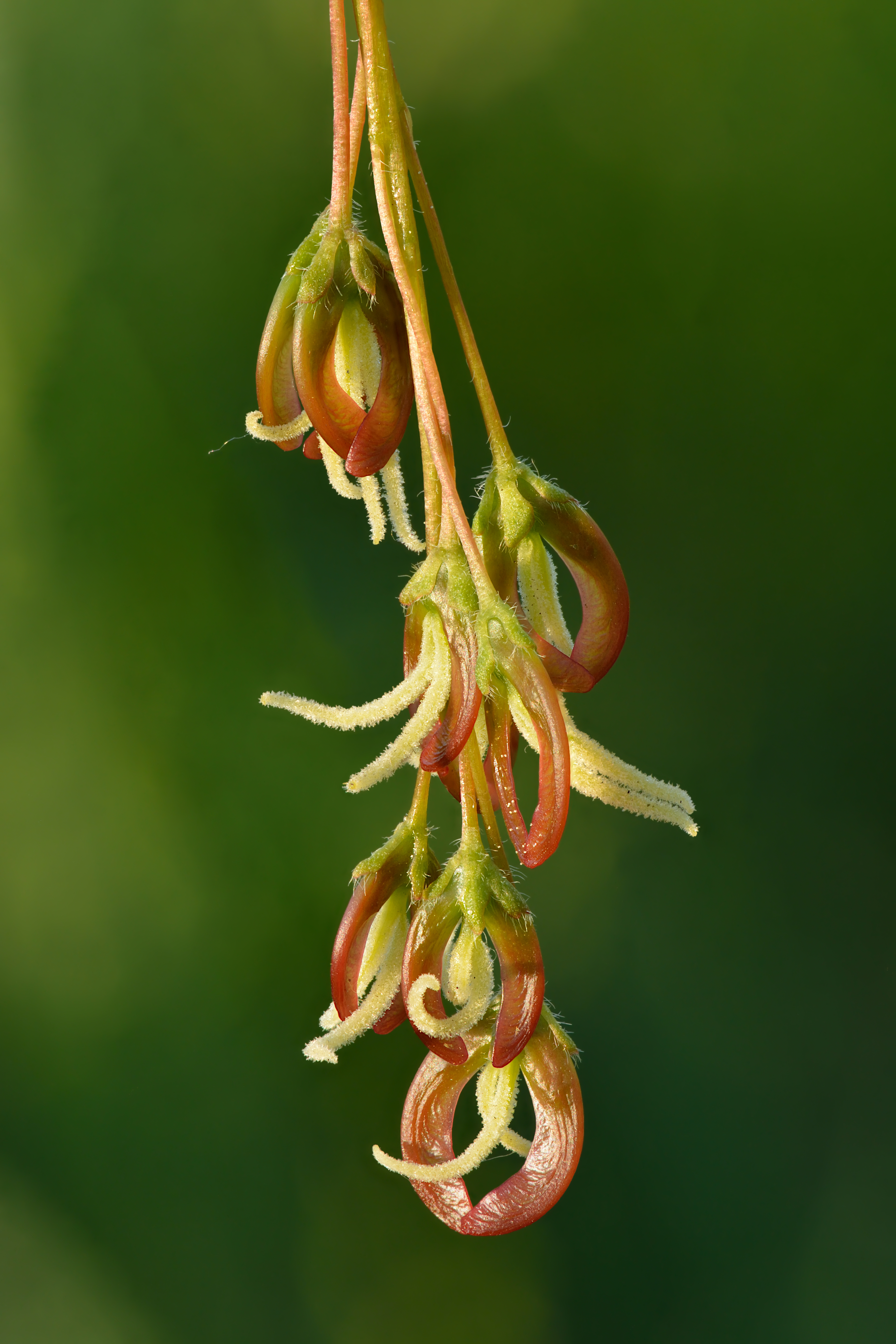
Fiori femminili

Questo acero, detto anche l'oro con le foglie per le sue particolari proprietà, cresce molto rapidamente, per raggiungere a maturità un portamento arbustivo o arboreo, con altezza massima molto variabile, compresa fra 5 e 20 metri. La corteccia negli esemplari giovani è verde oliva, e successivamente vira verso il marrone grigio, con fissurazioni verticali via via più profonde.
Le foglie sono imparipennate a tre o cinque foglioline. L'acero negundo è deciduo, e perde le foglie nel primo autunno.
La pianta è dioica, pertanto ai fini della riproduzione sono necessari esemplari sia maschili sia femminili.
La fioritura avviene tra marzo e aprile, precedendo la comparsa delle foglie.  I fiori femminili sono riuniti in amenti (o racemi) penduli, i fiori maschili, piccoli, in corimbi penduli lungamente peduncolati (filamentosi), di colore prevalentemente giallino.
Il frutto è una disamara (samara doppia), ad ali divergenti a V, che matura in primavera, dopo la fioritura.

## Varietà
Vi sono varietà con foglie striate di bianco o giallo e varietà senza semi.

## Distribuzione e habitat
Questa specie è diffusa in Nord America e in America centrale sino all'Honduras.
È stata introdotta da tempo in Europa continentale; in ambienti naturali può diventare infestante a causa della disseminazione dei frutti alati da parte del vento. In Italia è diffuso soprattutto al Nord e al Centro. Molto comune nella pianura Padana. Resistente alla siccità e alla sommersione, può colonizzare terreni poveri e aridi. In alcune Regioni italiane è vietata la messa a dimora di nuove piante.  

## Usi
Il legno chiaro, leggero e fragile non trova grande impiego in falegnameria, ma può essere usato per realizzare prodotti a base di fibra di legno. Come per altri aceri, la linfa è zuccherina, ma non abbastanza da farlo appartenere alle specie preferite per la produzione di sciroppo d'acero.
È pianta visitata dalle api per il polline ed il nettare.

## Galleria d'immagini

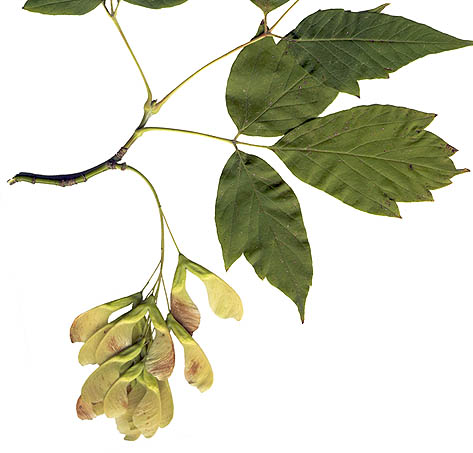
foglie e frutti
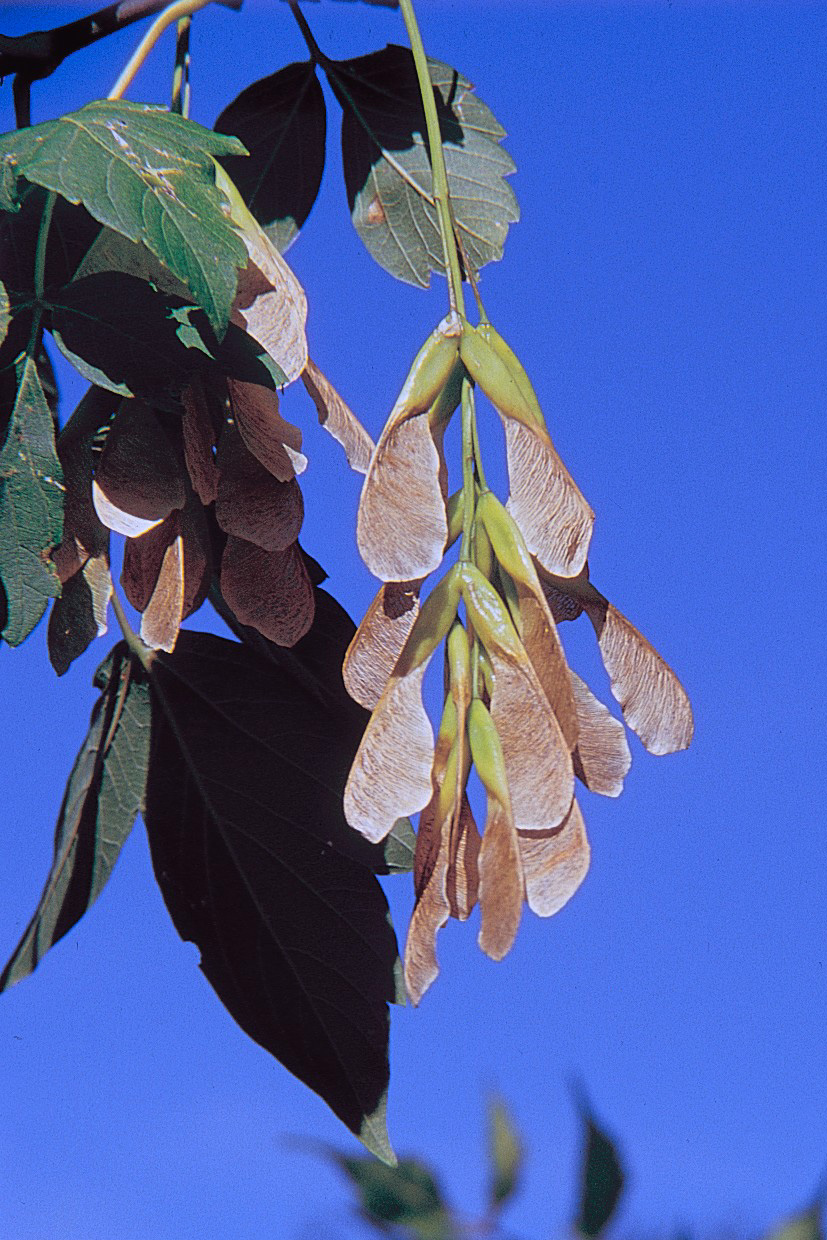
ancora foglie e frutti